# Șemetove, Berezivka
Șemetove (în ucraineană Шеметове) este un sat în comuna Ivanivka din raionul Berezivka, regiunea Odesa, Ucraina. Anterior a purtat denumirea Șciorsove.

## Demografie
Componența lingvistică a localității Șemetove
     Ucraineană (93,15%)
     Rusă (2,05%)
     Germană (2,05%)
Conform recensământului din 2001, majoritatea populației localității Șemetove era vorbitoare de ucraineană (93,15%), existând în minoritate și vorbitori de găgăuză (2,74%), rusă (2,05%) și germană (2,05%).